# Кабардин, Анатолий Фёдорович
Анатолий Фёдорович Кабардин — советский хозяйственный и государственный деятель, лауреат Государственной премии СССР за выдающиеся достижения в труде.

## Биография
Родился в 1937 году. Член КПСС.
В 1955—1997 — сварщик, военнослужащий Советской армии, сварщик, бригадир электросварщиков цеха № 2 Барнаульского котельного завода.
За высокую эффективность и качество работы, большой личный вклад в дело ускорения ввода в действие производственных мощностей был в составе коллектива удостоен Государственной премии СССР за выдающиеся достижения в труде 1980 года.
Делегат XXVI съезда КПСС.
Умер в 2012 году в Барнауле.

## Награды
- Орден Ленина (1986)
- Орден Трудового Красного Знамени